# Trabzon
Trabzon (grekiska (historiskt namn): Τραπεζούντα, Trapezoúnta. Andra historiska namn: Trebizond, Trapezunt) är en hamnstad i östra Turkiet, vid landets svartahavskust. Den är huvudort i provinsen Trabzon och har cirka 240 000 invånare.

## Geografi
Trabzon är åtskilt från det övriga Mindre Asien av en 2 000-2 500 meter hög, utmed Svarta havets sydöstra kust löpande bergskedja, genom vilken inga floder rinner. Klimatet är fuktigt, tempererat och gynnsamt för växtligheten. Staden ligger på en sluttande bergsplatå, som stupar i branta avsatser åt ömse sidor mot två djupa dalar, som från det inre löper nästan parallellt ned mot havet. Det hela är omgivet av bysantinska murar; och den övre delen av platån, som genom en tvärmur är skild från den nedre, bildar borgen, vars högsta del bär ett citadell, som under medeltiden var residens för kejsarna av Trabzon.

## Näringsliv
Trabzon är en viktig handelsort, vars betydelse i alla tider har grundat sig på dess geografiska läge vid den punkt där handelsvägen från Tabriz i Iran över Armeniens högland når Svarta havets kust. Under medeltiden var staden startpunkt för karavanvägarna österut. I dag produceras i staden bland annat livsmedel, cement, tobak och möbler. Trabzon är en frihandelszon sedan 1992.

## Kultur

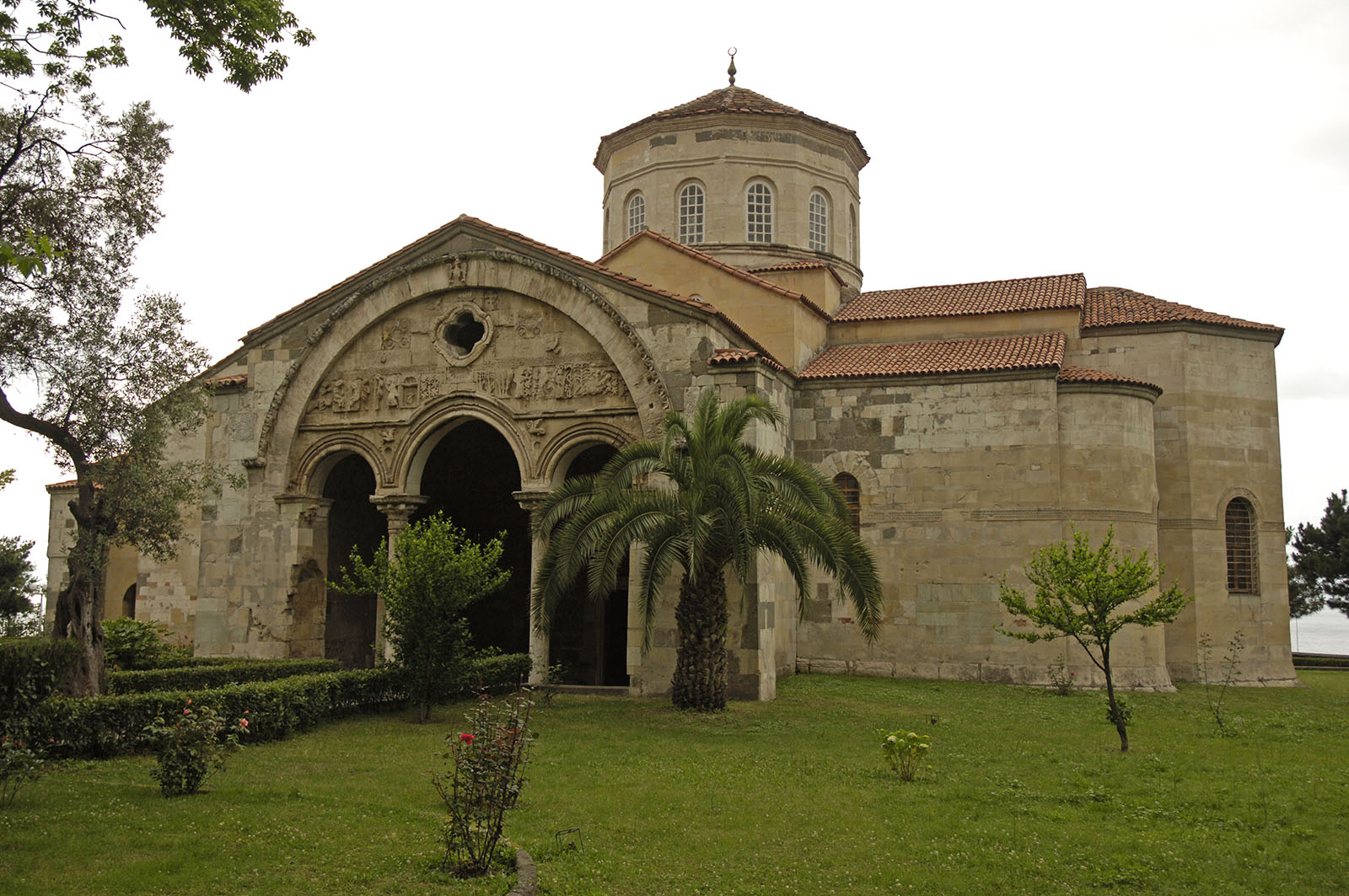
Ayasofya.

Trabzon har en stark medeltidsprägel, och det mesta av den gamla stadsmuren är bevarat, liksom en rad kyrkor, moskéer, m.m. Den mest berömda, Ayasofya (grekiska: Ἁγία Σοφία), byggdes som en kyrka under kejsar Manuel I (1238-1263), blev senare moské och är sedan 1964 ett museum.
Trabzon har ett universitet sedan 1963. Stadens fotbollslag, Trabzonspor, spelar i Turkiets högsta liga Süper Lig, och har vunnit ligan sex gånger.

## Historia

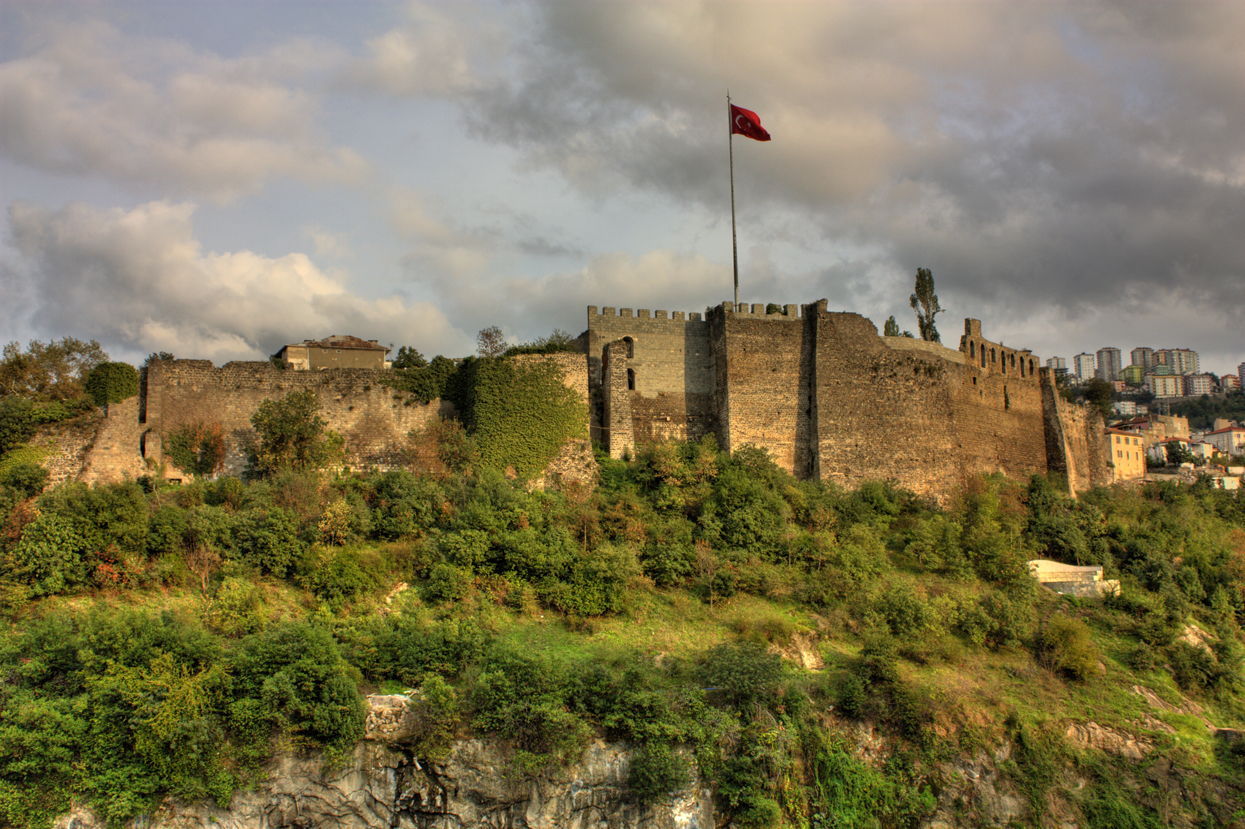
Trabzons murar.

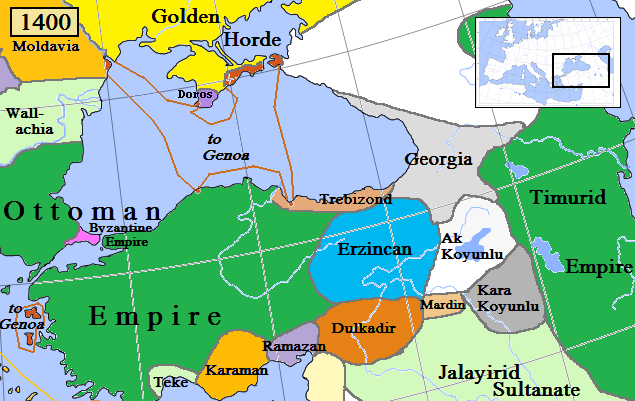
Kejsardömet Trabzon (Trebizond på kartan), omkring 1400.

Staden grundades som Trapezus av grekiska kolonister från Sinope på 500-talet f.Kr. Under romersk kejsartid ansågs Trabzon vara den förnämsta handelsstaden vid Svarta havet, och staden var huvudstad i den romerska provinsen Pontus. Dess storhetstid började dock först sedan det bysantinska riket styckats och Konstantinopel besatts av latinerna under det fjärde korståget 1204, då en medlem av Komnenernas kejsarhus, Alexios (1204-22), en sonson av kejsar Andronikos I, på Svarta havets södra strand upprättade ett självständigt rike, kejsardömet Trabzon, med Trabzon som huvudstad. Genom sitt isolerade läge var detta rike i stånd att trotsa seldjuker och osmaner och bevara sitt oberoende gentemot kejsarna i Nicaea och Konstantinopel. Staden belägrades flera gånger, men först 1461 uppgav kejsar David nästan utan motstånd staden åt Mehmet II, som inkorporerade Trabzon i osmanska riket. Kejsarfamiljen var ryktbar för sin skönhet, och dess prinsessor var som brudar eftersökta av bysantinska kejsare, västerländska ädlingar och muslimska furstar, och de släktskapsband som sålunda knöts gav anledning till en mängd diplomatiska förbindelser. Residenset i Trabzon var ryktbart för sin prakt, hovet för sin lyx och sitt omständliga ceremoniel, men det var även en härd för intriger och immoralitet. Kejsarna var gynnare av konster och vetenskaper, och staden gästades av många lärda män och pryddes med praktfulla byggnader.
Under första världskriget bombarderade ryska örlogsfartyg det fort som anlagts till hamnens skydd samt kaserner och förråd i november 1914, 8 februari och 2 oktober 1915 samt 4 mars 1916. Den 17 april 1916 besattes Trabzon av ryssarna, som dock efter freden i Brest-Litovsk den 3 mars 1918 måste utrymma det.
Under första världskriget genomförde turkarna folkmord på armenier i de östra delarna av nuvarande Turkiet. I Trabzon genomfördes detta genom att människor fraktades ut på havet och dränktes. Även greker utsattes för förföljes, och i samband med den turkiska nationalstatens bildande efter första världskriget fördrevs hundratusentals etniska greker från Turkiet. De pontiska grekerna från området kring Trabzon bosatte sig då i Grekland eller i Georgien.